# Chrysler E Class
Der Chrysler E Class war eine vom US-amerikanischen Automobilhersteller Chrysler in den Modelljahren 1983 und 1984 angebotene Limousine der Mittelklasse. Er war mit der ersten frontgetriebenen Version des Chrysler New Yorker verwandt und nahezu baugleich mit dem Dodge 600 sowie dem Plymouth Caravelle. Die technische Basis wurde intern als Chrysler E-Plattform bezeichnet. 

## Modellgeschichte
Seit 1980 stellte Chrysler die Modellpaletten seiner Divisionen konsequent auf kompakte Frontantriebsmodelle um. Nach dem Dodge Aries und dem Plymouth Reliant erschien im Herbst die zweite Generation des Chrysler LeBaron, die ebenfalls auf der K-Car-Plattform beruhte und eine stilistisch nur leicht abgewandelte Version der Aries/Reliant-Zwillinge war. Die Position des Spitzenmodells der Chrysler Division sollte ab 1983 der Chrysler New Yorker einnehmen, ebenfalls eine Variante der K-Cars, allerdings mit verlängertem Radstand, hochwertiger Ausstattung und einer mit konservativen Gestaltungselementen modifizierten Karosserie. Die Lücke zwischen Chryslers Einstiegsmodell LeBaron und dem hochpreisigen New Yorker sollte das Modell E-Class füllen, das den langen Radstand und die meisten Blechteile mit dem New Yorker teilte, aber im Dachbereich eine einfacher gestaltete Karosserie trug. So verzichtete der E-Class auf das mit Vinyl bezogene Landau-Dach des New Yorker; stattdessen verfügte er im Bereich der C-Säule über ein drittes Seitenfenster. Insgesamt war der E-Class weniger aufwändig ausgestattet. Die Positionierung des E-Class entsprach der des bisherigen Chrysler Newport, dessen Produktion Ende 1981 eingestellt worden war. 
Antriebsseitig standen im E Class Chryslers 2,2-l-Reihenvierzylinder oder der von Mitsubishi zugelieferte 2,6-l-Reihenvierzylinder mit Ausgleichswellen zur Wahl, im Modelljahr 1983 auch eine Turbovariante des kleineren Vierzylinders. Serienmäßig war in allen Modellen die TorqueFlite-Dreigangautomatik. 
Der Chrysler E-Class wurde in den USA ausschließlich über die Chrysler-Plymouth-Händler vertrieben. Für das davon unabhängige Netz der Dodge-Händler wurde ein mit dem E-Class nahezu identisches Modell namens Dodge 600 angeboten, das – anders als der E-Class – auch in einer Coupé- und einer Cabriolet-Version erhältlich war. 
Nach nur zwei Jahren und 71.000 Exemplaren fiel der E Class Ende 1984 aus dem Programm der Chrysler Division. Ein weitgehend identisches Auto wurde aber ab dem Modelljahr 1985 mit verändertem Kühlergrill als Plymouth Caravelle über das Chrysler-Plymouth-Händlernetz angeboten. Der baugleiche Dodge 600 wurde ebenso wie der Caravelle bis 1988 produziert.